# Edgard Wiethase
Edgard Wiethase (Antwerpen, 31 augustus 1881 - Ukkel, 16 april 1965) was een Belgisch realistisch kunstschilder.

## Levensloop
Hij was leerling aan de Antwerpse kunstacademie (bij Ch. Boom, Charles Mertens en Piet Verhaert) en aan het Hoger Instituut voor Schone Kunsten in Antwerpen (bij Frans Van Leemputten). Hij was lid van Als ik Kan.
Wiethase schilderde voornamelijk taferelen met paarden. Hij is een van de laatste figuren in de grote traditie van Belgische dierenschilders.
Wiethase woonde een tijd in Kalmthout en had in Antwerpen meerdere adressen. Omstreeks 1937 woonde hij in Brussel.

## Tentoonstellingen
- 1903, Antwerpen, Tentoonstelling van Waterverschilderijen - Pastels - Etsen - &ca ("Maanlichteffect" (pastel), "Oud hoekje in Antwerpen" (houtskool))
- 1905, Antwerpen, Galerie Buyle, 50ste Salon van Als ik Kan ("Nabij een hoeve")
- 1907, Brussel, Salon ("Landschap in Holland")
- 1921, Galerie Lamorinière, Antwerpen
- 1924, Galerie Lamorinière, Antwerpen
- 1924, Stedelijk Museum Sint-Niklaas
- 1933, Gent, Salon ("Witte veulens", "Sint-Anna ter Muiden")
- 1937, Gent, Salon ("Jonge vrouw met eenhoorn", "Paarden")
- 1943, Stedelijk Kunstsalon, Antwerpen
- 1948, Galerie Buyle, Antwerpen
- 1949, Galerie Le Régent, Brussel
- 1951, Galerie Breckpot, Antwerpen
- 1952, Ronse, Feestzaal Muziekacademie

## Musea
- Antwerpen, Koninklijk Museum voor Schone Kunsten
- Ronse, Museum